# Trichopteryx rivularia
Trichopteryx rivularia is een vlinder uit de familie van de spanners (Geometridae). De wetenschappelijke naam van de soort is voor het eerst geldig gepubliceerd in 1897 door John Henry Leech.